# 14097 Capdepera
14097 Capdepera è un asteroide della fascia principale. Scoperto nel 1997, presenta un'orbita caratterizzata da un semiasse maggiore pari a 2,7646055 UA e da un'eccentricità di 0,0569015, inclinata di 4,16791° rispetto all'eclittica.
L'asteroide è stato dedicato al comune spagnolo Capdepera.